# Marco Antonio (serie de televisión)
Marco Antonio es una serie de televisión de la famosa historieta de Mique Beltrán Marco Antonio, con los personajes renovados.
Tiene 26 episodios en una temporada. No se preevé 2.ª temporada, pero es una serie divertida para Infantil-Juvenil. Trata de las aventuras de un chico normal con poderes de telequinesis, Marco Antonio, que junto a sus amigos Bertín, Basilio y Verónica vive un montón de aventuras. Bertín dicen que es "el chico más listo del mundo", Basilio tiene un punto débil: el miedo y Verónica tiene carácter.

## Ambientación
Está ambientada en la actualidad, probablemente en Madrid y Valencia, porque el Creador, Mique, es de Valencia Capital.
- Datos: Q5996204